# Spergularia tangerina
Spergularia tangerina là loài thực vật có hoa thuộc họ Cẩm chướng. Loài này được P.Monnier miêu tả khoa học đầu tiên năm 1964.